# Elektrická distribuční soustava

Obecné uspořádání elektrických sítí.

Elektrická distribuční trojfázová soustava o střídavém napětí je struktura pro distribuci elektrické energie ke koncovým odběratelům (domácnosti, firmy) napájená především z přenosové soustavy a dále z elektráren pracujících přímo do distribuční sítě.

## Fungování distribuční soustavy
Distribuční soustavu tvoří především soustava nadzemních vedení velmi vysokého, vysokého a nízkého napětí resp. soustava podzemních vedení (kabelů) vysokého a nízkého napětí, dále pak transformátory, odpojovače, odpínače, vypínače, proudové a napěťové ochrany, kompenzační prvky (synchronní kompenzátory, tlumivky, kondenzátorové baterie) a systémy řízení a regulace činných a jalových výkonů dodávaných do sítě. Cílem řízení sítě je udržení  nepřerušené dodávky energie ke spotřebiteli. Kvůli energetické efektivitě soustavy je navíc potřebné udržet nízký fázový posuv mezi napětím a proudem, tzv. účiník, což vyžaduje zařazení zvláštních kompenzačních prvků dodávajících do soustavy tzv. kompenzační výkon.

## Výpadky distribuční soustavy
Důvodem výpadků je poškození venkovních vedení např. působením nepříznivých přírodních podmínek (námraza či vítr) resp. přerušení kabelů např. při stavebních pracích. Na správné funkci distribuční soustavy závisí i výroba elektrické energie, většina elektráren potřebuje ke svému provozu elektrickou energii dodávanou z elektrorozvodné sítě nebo elektřinu, kterou si elektrárna sama přímo pro sebe vyrábí (tzv. vlastní spotřebu), např. pro generaci tzv. stejnosměrných budících proudů, napájejících vinutí rotorů alternátorů. V tepelných elektrárnách je elektrická energie bezpodmínečně nutná k provozu palivových kulových mlýnů, dmychadel, pásových dopravníků paliva a dalších pomocných technologických celků.

## Dispečerské řízení
Dispečerské řízení elektrizační soustavy probíhá na základě znalosti okamžitého provozního stavu elektrické sítě, sestávajícího se ze souboru dálkových měření okamžitých provozních parametrů soustavy (napětí v uzlech sítě, proudy a výkony tekoucích po větvích sítě) a okamžitých dálkových signalizací stavů spínacích prvků resp. odboček transformátorů soustavy (vypnuto/zapnuto resp. pozice) zobrazených v (off-line nakresleném) schématu elektrické sítě zobrazeném (v tzv. SCADA systému) na velkoplošných obrazovkách na velíně (dispečinku) soustavy, a to on-line přenášených ze soustavy do SCADA systému přes tzv. koncentrátor dat. Řízení pak spočívá v dálkovém povelování např. stavů spínacích prvků soustavy, přenášených ze SCADA systému do soustavy. Řízení elektrizační soustavy probíhá hierarchicky, tj. zvláště se řídí přenosová soustava (Energy management system) a distribuční soustava (Distribution management system).

## Distribuční soustava v České republice
Česká distribuční soustava je liberalizovaná a je na jednotlivých územích spravována vždy jedním regionálním distributorem elektrické energie (ČEZ Distribuce, EG.D dříve E.ON Distribuce a PREdistribuce). ČEZ Distribuce působí na území bývalého Severočeského, Západočeského, Východočeského, Středočeského a Severomoravského kraje, EG.D působí na území bývalého Jihočeského a Jihomoravského kraje a PREdistribuce působí na území Hlavního města Prahy a města Roztoky u Prahy.[zdroj?]
Distributoři používají kruhovou distribuční síť o velmi vysokém napětí, v blízkosti odběratelů (koncových zákazníků) pomocí trafostanic mění velmi vysoké napětí na vysoké napětí a poté na nízké napětí paprskové sítě vedoucí do firem a domácností. Distributoři zajišťují měření jednak energie odebírané koncovými odběrateli a jednak energie dodávané malými výrobnami elektřiny.
V roce 2024 jsou odhadovány nutné investice do přenosové a distribuční soustavy na 400 až 500 miliard Kč (tj. asi 50 % HDP).

### Vedení velmi vysokého napětí
| Distribuční společnost | Délka vedení 110 kV [km] (2021) |
| ---------------------- | ------------------------------- |
| ČEZ Distribuce, a. s.  | 10 002                          |
| EG.D, a. s.            | 4 062                           |
| PREdistribuce, a. s.   | 220                             |

Vedení velmi vysokého napětí (VVN) v České republice tvoří nadzemní vedení provozované s napětím 110 kV, jakožto základní pilíř distribuční soustavy. Zajišťují tranzit elektřiny z transformoven 400/110 kV a 220/110 kV do transformoven 110/22 kV a 110/35 kV. Do této sítě je vyveden výkon řady elektráren. Tato síť je provozována jako kruhová. Zvolenému způsobu provozu odpovídá i použitý systém chránění distančními ochranami. Tato síť se vyznačuje vysokou spolehlivostí s velice nízkou četností poruch, a to díky způsobu provozu při správném působení ochranných systémů, tj. malou pravděpodobností přerušení dodávky elektřiny odběratelům.

### Vedení vysokého napětí
| Distribuční společnost | Délka vedení VN [km] (2021) |
| ---------------------- | --------------------------- |
| ČEZ Distribuce, a. s.  | 51 295                      |
| EG.D, a. s.            | 22 497                      |
| PREdistribuce, a. s.   | 3 864                       |

Vedení vysokého napětí (VN) v České republice tvoří nadzemní a podzemní vedení provozované převážně s napětím 22 kV. Ve východních Čechách a částečně v severních Čechách se používá též vedení s napětím 35 kV. Z minulosti jsou v provozu sítě s napětím 3, 6 a 10 kV, tyto sítě ale nejsou dále rozvíjeny a jsou v rámci unifikace nahrazovány napěťovou hladinou 22 kV resp. 35 kV. V drtivé většině je tato síť provozována jako paprsková.

### Vedení nízkého napětí
| Distribuční společnost | Délka vedení NN [km] (2021) |
| ---------------------- | --------------------------- |
| ČEZ Distribuce, a. s.  | 106 331                     |
| EG.D, a. s.            | 40 008                      |
| PREdistribuce, a. s.   | 8 026                       |

Vedení nízkého napětí (NN) v České republice tvoří nadzemní a podzemní vedení provozované s unifikovaným napětím 3 × 400/230 V / 50 Hz. Tato síť je provozována jako „paprsková“, ve městech je vybudovaná jako „mřížová“ (z důvodu zvýšení spolehlivosti dodávky), ale většinou provozována jako „paprsková“ (z důvodu snadnější lokalizace poruchy).